# Tumpok Teungah
Tumpok Teungah is een bestuurslaag in het regentschap Aceh Tamiang van de provincie Atjeh, Indonesië. Tumpok Teungah telt 248 inwoners (volkstelling 2010).